# Koblenz Hauptbahnhof
Koblenz Hauptbahnhof ist ein Kreuzungsbahnhof in Koblenz und der wichtigste Bahnhof im Rhein-Mosel-Lahn-Gebiet. Der Hauptbahnhof mit Halt von Intercity/Eurocity, Intercity-Express sowie Nightjet-Zügen befindet sich in der Südlichen Vorstadt unterhalb des Forts Konstantin und wurde im Rahmen der südlichen Stadterweiterung 1902 in Betrieb genommen.
Der wichtigste Personenbahnhof der Stadt liegt direkt an der linken Rheinstrecke, unmittelbar an der Einmündung der Moselstrecke und der Lahntalbahn, die jenseits der Horchheimer Eisenbahnbrücke mit der rechten Rheinstrecke verknüpft ist. Auf dem Bahnhofplatz davor befinden sich ein Busbahnhof und ein Pavillon mit Geschäften.
2019 hatte er 28.000 Reisende und Besucher pro Tag.

## Geschichte

### Rheinbahnhof

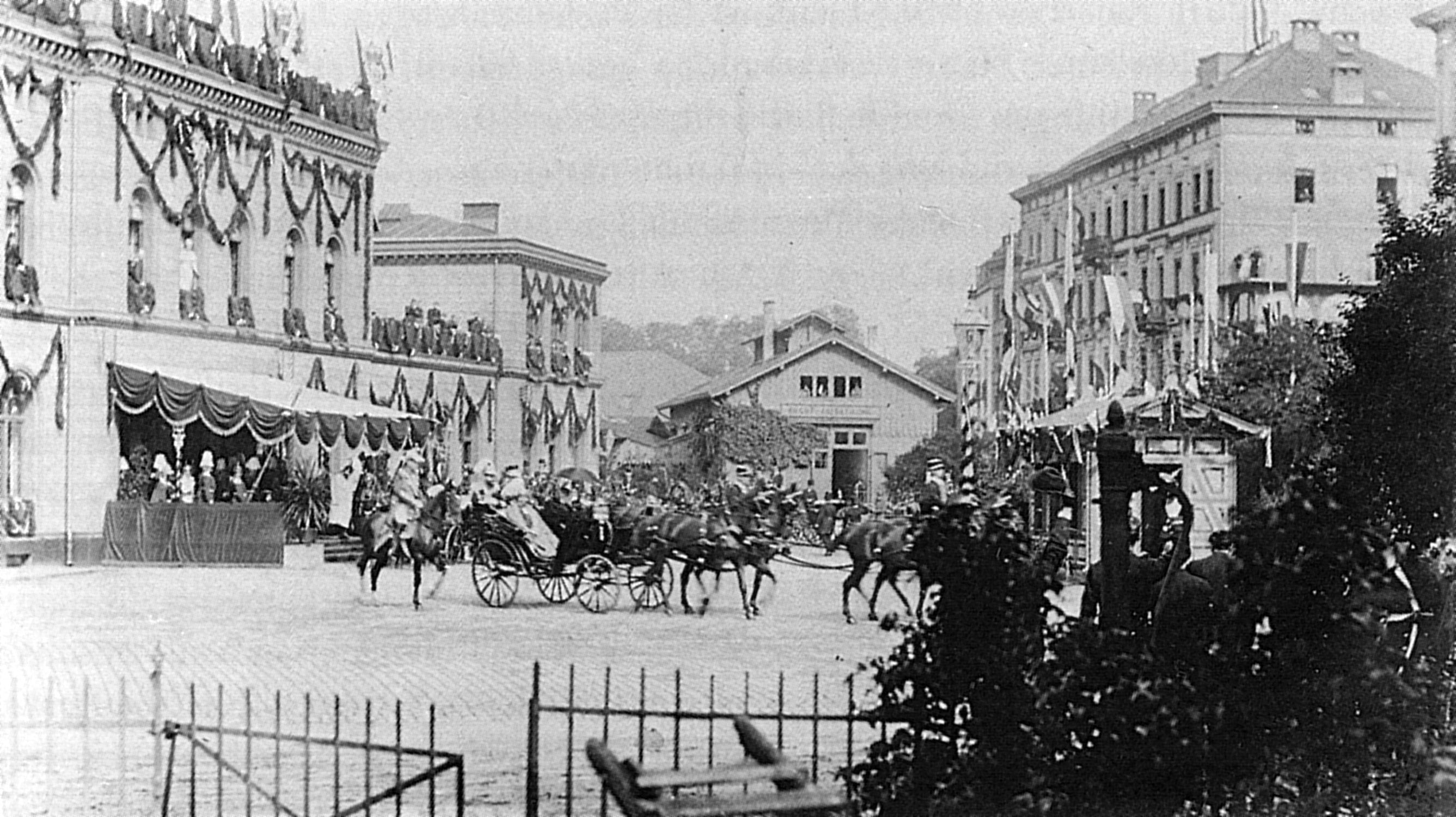
Ankunft von Kaiser Wilhelm II. auf dem Rheinbahnhof 1893

Nachdem bereits seit 1844 eine Eisenbahnverbindung zwischen Köln und Bonn fertiggestellt worden war und seit 1856 eine Verlängerung nach Rolandseck bestanden hatte, wurde die Bahnstrecke nun weiter nach Koblenz ausgebaut. Der erste Zug der Rheinischen Eisenbahn-Gesellschaft fuhr am 11. November 1858 über die neu erbaute Moseleisenbahnbrücke auf der linken Rheinstrecke in Koblenz ein. Mit dem Bau der Brücke und der Rheineisenbahn wurde erstmals die preußische Stadtbefestigung durchbrochen. Unter dem Jubel der Bevölkerung und in Anwesenheit von Prinzessin Augusta lief der Zug mit der girlandengeschmückten Lokomotive „Windsbraut“ im provisorischen, in Fachwerkbauweise errichteten Rheinbahnhof (50° 21′ 37″ N, 7° 35′ 24,4″ O) in der Eisenbahnstraße ein, von der heute noch ein nördliches Teilstück als Fischelstraße erhalten ist.
Die Strecke von Koblenz nach Bingerbrück wurde 1859 verlängert und der alte Rheinbahnhof 1858–1859 durch einen Massivbau ersetzt. Der Bahnhof bestand aus einem zweigeschossigen Mittelbau zu sieben Achsen, die mittleren drei waren risalitartig hervorgehoben, und vierachsigen Flügeln, die von zweiachsigen Pavillons abgeschlossen wurden. Hauptbau und Pavillons trugen ein Mezzaningeschoss. Im Gebäude befand sich ein reich geschmücktes Fürstenzimmer, für die Ankunft von hochgestellten Persönlichkeiten.
Ab 1864 wurde das Eisenbahnnetz weiter ausgebaut und die Pfaffendorfer Brücke über den Rhein eingeweiht. Sie war zunächst eine reine Eisenbahnbrücke und verband die linke mit der rechten Rheinstrecke. Während der Bauzeit der Pfaffendorfer Brücke wurde als Zwischenlösung zur vorzeitigen Verbindung der linken mit der rechten Rheinstrecke das Trajekt Stolzenfels–Oberlahnstein eingesetzt. Die letzten Eisenbahnzüge überquerten die Pfaffendorfer Brücke am Anfang des Ersten Weltkrieges im August 1914.
Mit der Inbetriebnahme des neuen Hauptbahnhofes wurde der Rheinbahnhof 1902 außer Dienst gestellt. Im Zweiten Weltkrieg bei Luftangriffen 1944 schwer beschädigt, wurde das Gebäude zu Beginn der 1960er Jahre beseitigt. Heute befinden sich etwa an dieser Stelle die Straße Am Wöllershof und die Rampe zu den Parkdecks des Löhr-Centers.

### Moselbahnhof

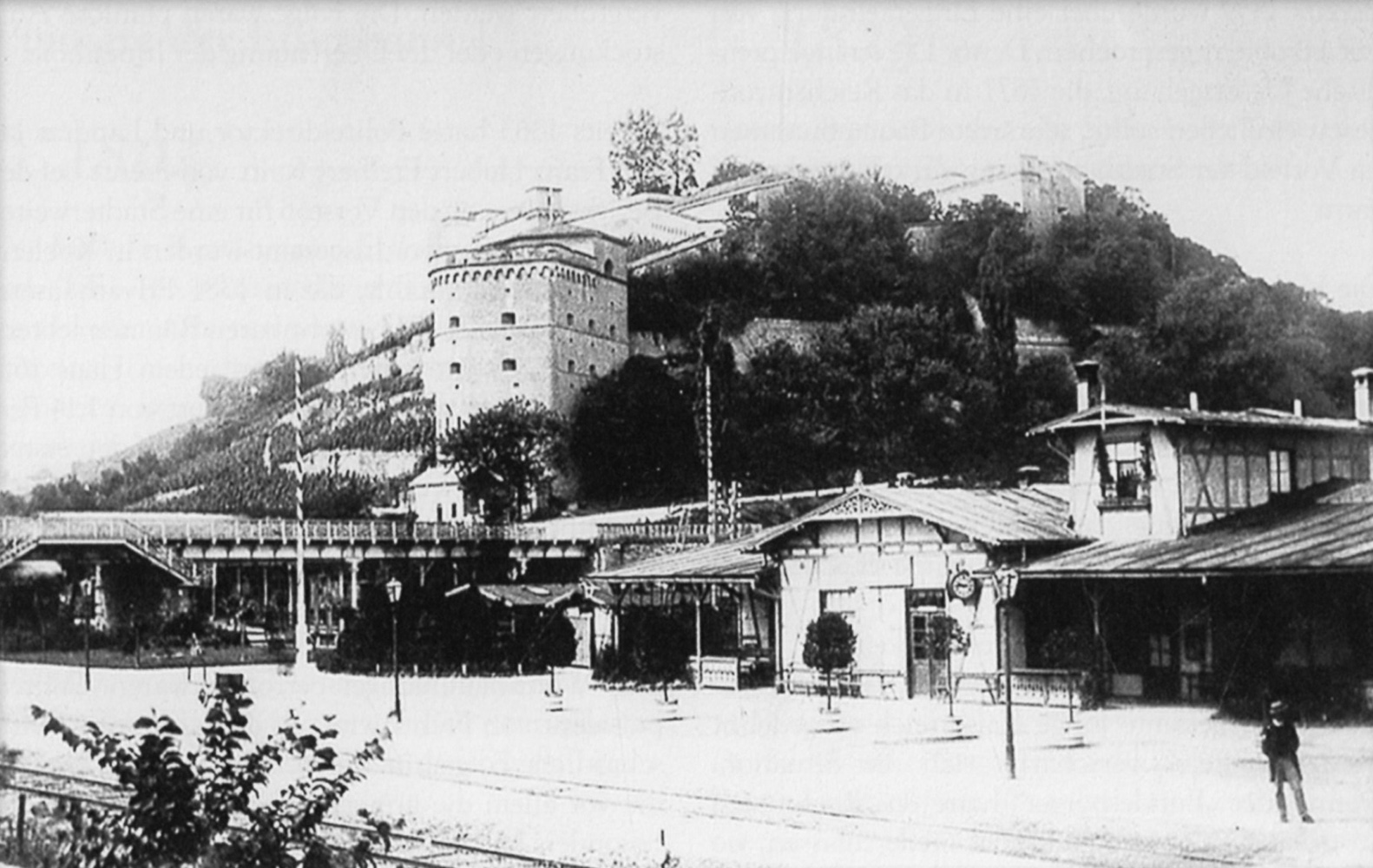
Der Moselbahnhof mit dem Fort Konstantin (Hintergrund) um 1890

Im Oktober 1878 wurde die Gülser Moseleisenbahnbrücke eingeweiht, im Jahr darauf folgte die Vollendung der Horchheimer Eisenbahnbrücke über den Rhein. Im Jahre 1879 wurde die Moselstrecke in Betrieb genommen und gleichzeitig der Moselbahnhof (50° 21′ 7″ N, 7° 35′ 18″ O) fertiggestellt. Aufgrund der Rayonbestimmungen war das Gebäude als Fachwerkbau im Schweizerhausstil errichtet worden. Es lag rechts unterhalb des Forts Konstantin zwischen Karthäuserstraße und Löhrstraße in Höhe des heutigen Parkdecks 3 unter der Bundesstraße 9. Damit wurde der Ausbau des Koblenzer Eisenbahnnetzes abgeschlossen sowie auch ein Teilstück der strategischen Eisenbahnstrecke zwischen Berlin und Metz, der sogenannten Kanonenbahn, in Betrieb genommen. Der Moselbahnhof wurde 1902 durch den in Massivbauweise errichteten, jetzt direkt unterhalb von Fort Konstantin gelegenen Hauptbahnhof ersetzt.

### Bau des Hauptbahnhofs

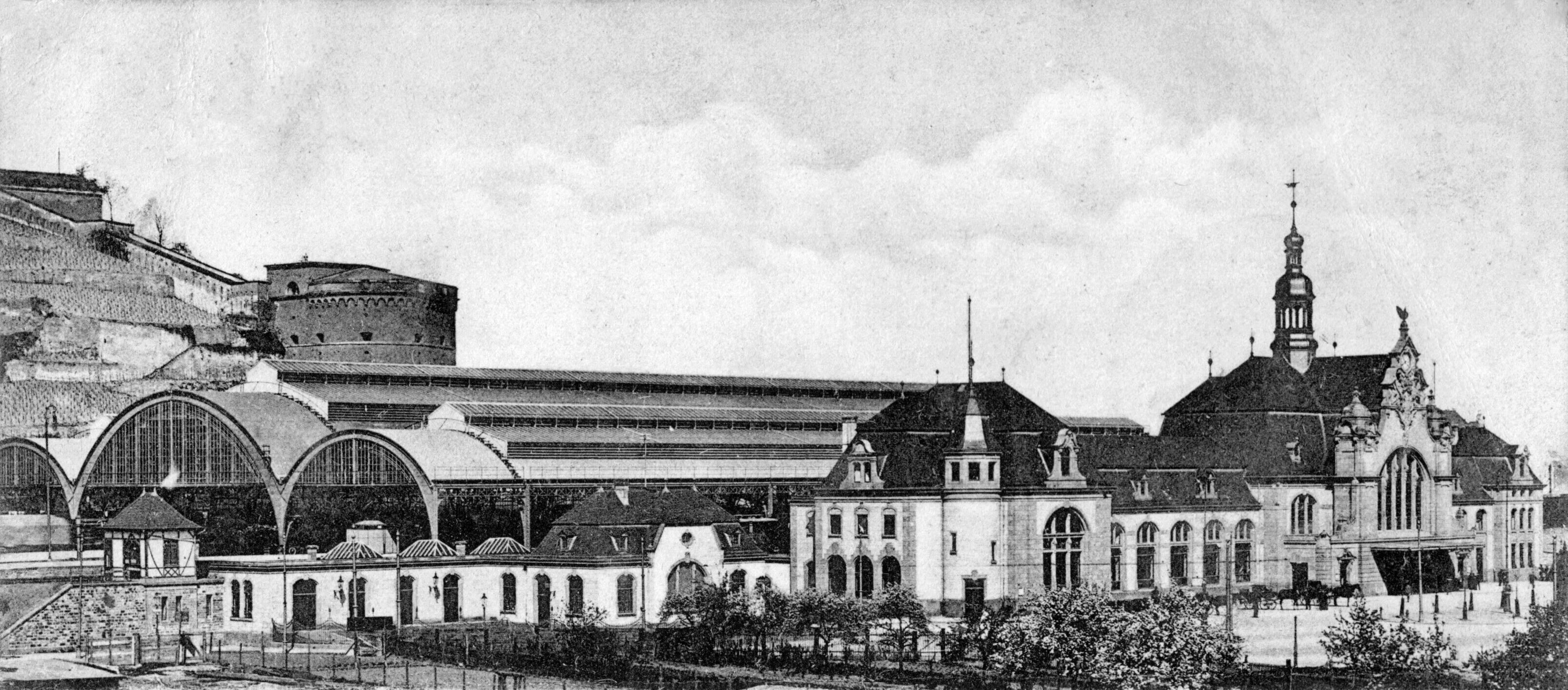
Hauptbahnhof mit großer Bahnsteighalle, dahinter Fort Konstantin (1904)

Die preußische Stadtbefestigung von Koblenz wurde ab 1890 aufgegeben und vollständig abgerissen. Das Siedlungsgebiet der Stadt konnte nun erstmals aus den engen Stadtgrenzen ausbrechen. Südlich des Walls entstand ein neues und schnell wachsendes Siedlungsgebiet, die Südliche Vorstadt. Das Unterhalten von zwei Bahnhöfen erwies sich als sehr umständlich, da durchgehende Züge innerhalb von 900 Meter zweimal hielten und Zugreisende, die von Trier kamen und rechtsrheinisch nach Norden weiter wollten, sich umständlich zu Fuß oder mit einer Droschke vom Mosel- zum Rheinbahnhof begeben mussten. So wurden die Forderungen nach einem zentralen Bahnhof immer lauter und es begannen die Planungen für den Bau eines neuen und größeren Personenbahnhofs. Der bedeutende preußische Städteplaner Josef Stübben sah in seinem ersten Plan zur südlichen Stadterweiterung von 1889 einen Hauptbahnhof vor, der dem neuen Stadtteil zur besonderen Attraktivität verhelfen sollte.
Mit dem preußischen Eisenbahnministerium wurde 1894 eine einvernehmliche Regelung getroffen. Danach wurden der kleine Rheinbahnhof in der Eisenbahnstraße und der Moselbahnhof aufgegeben. In der neuen Südlichen Vorstadt entstand auf dem Gebiet des Moselbahnhofs von 1899 bis 1902 nach Entwurfsskizzen des Regierungsbaumeisters Karl Biecker, die der Landbauinspektor Fritz Klingholz umarbeitete, ein prächtiger Hauptbahnhof. Der Centralbahnhof, wie seine offizielle Bezeichnung damals war, wurde am 1. Mai 1902 feierlich eingeweiht. Durch das Hochlegen der Eisenbahntrasse durch die Innenstadt zur Mosel wurde die Stadt zweigeteilt.

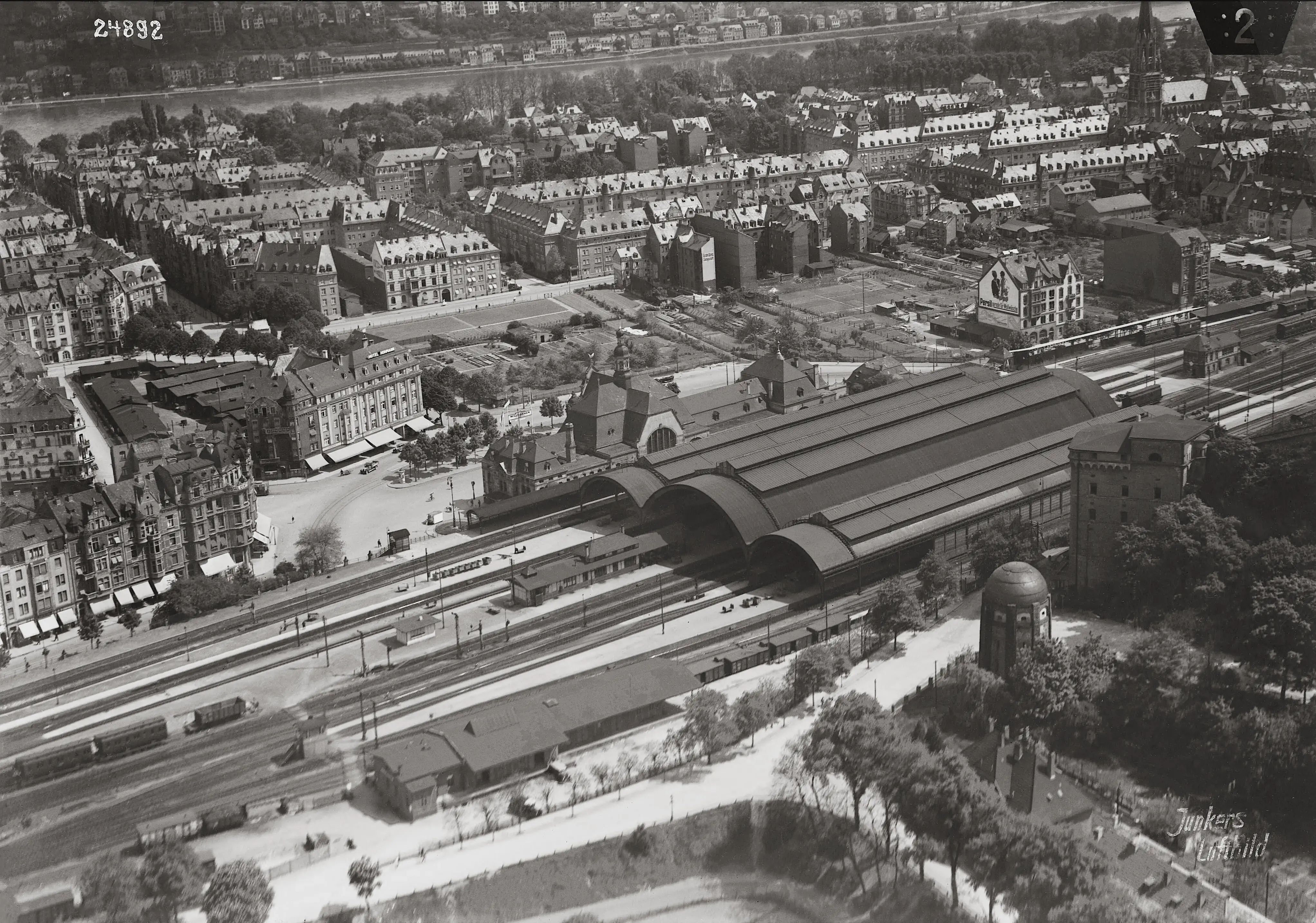
Der Hauptbahnhof im Mai 1929

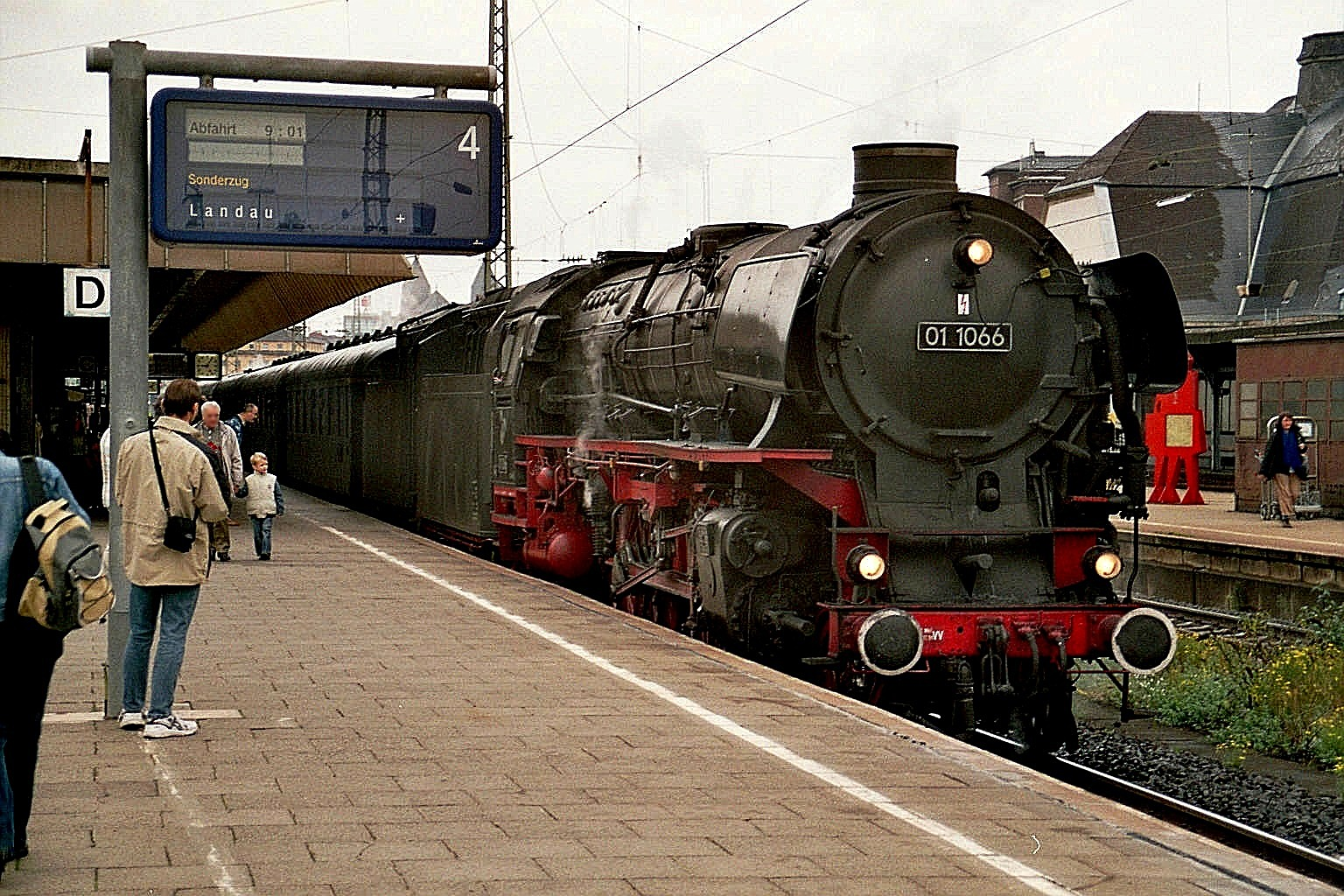
Alte Dampflok der Ulmer Eisenbahnfreunde im Koblenzer Hauptbahnhof (2005)

Der Hauptbahnhof wurde im Stile eines Palasts mit Mittel- und Seitenpavillons, aus funktionellen Überlegungen jedoch unter Weglassung der strengen Symmetrie, erbaut. Die Fassaden bestanden aus Tuff und gelbem Sandstein in einer neubarocken Form. Das Bahnhofsgebäude hat eine Länge von 96 Metern. Die Bahnsteige überspannte eine Hallenkonstruktion. Im Nordflügel befand sich ein reich verziertes Fürstenzimmer mit direktem Zugang über eine heute noch erhaltene Freitreppe (Kaisertreppe) zu Bahnsteig 1, auf dem erstmals 1905 Kaiser Wilhelm II. in Koblenz ankam.
Am 1. August 1926 wurde auch bahntechnisch die Änderung der Schreibweise von Koblenz vollzogen. „Koblenz Hbf.“, „Koblenz Moselbf.“, „Koblenz Rheinbf.“ und „Koblenz-Lützel“ schrieben sich ab diesem Datum nicht mehr mit C, sondern mit K.
Das Bahnbetriebswerk am Koblenzer Hauptbahnhof wurde 1935 aufgegeben. Die Leistungen wurden danach von den Bahnbetriebswerken Koblenz-Lützel und Koblenz-Mosel übernommen.

### Zweiter Weltkrieg und danach

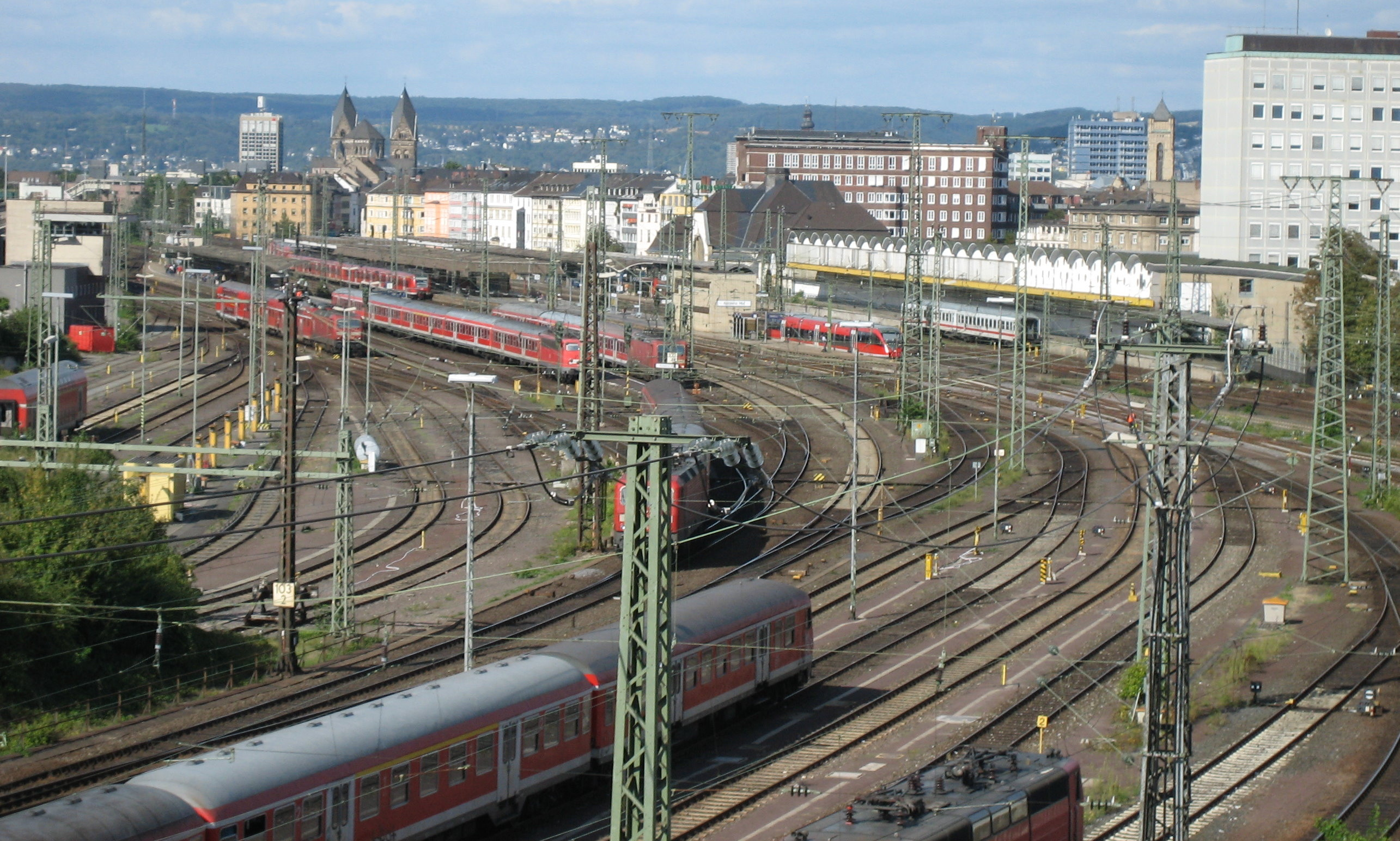
Gleisanlagen und Blick von Süden auf den Hauptbahnhof (2007)

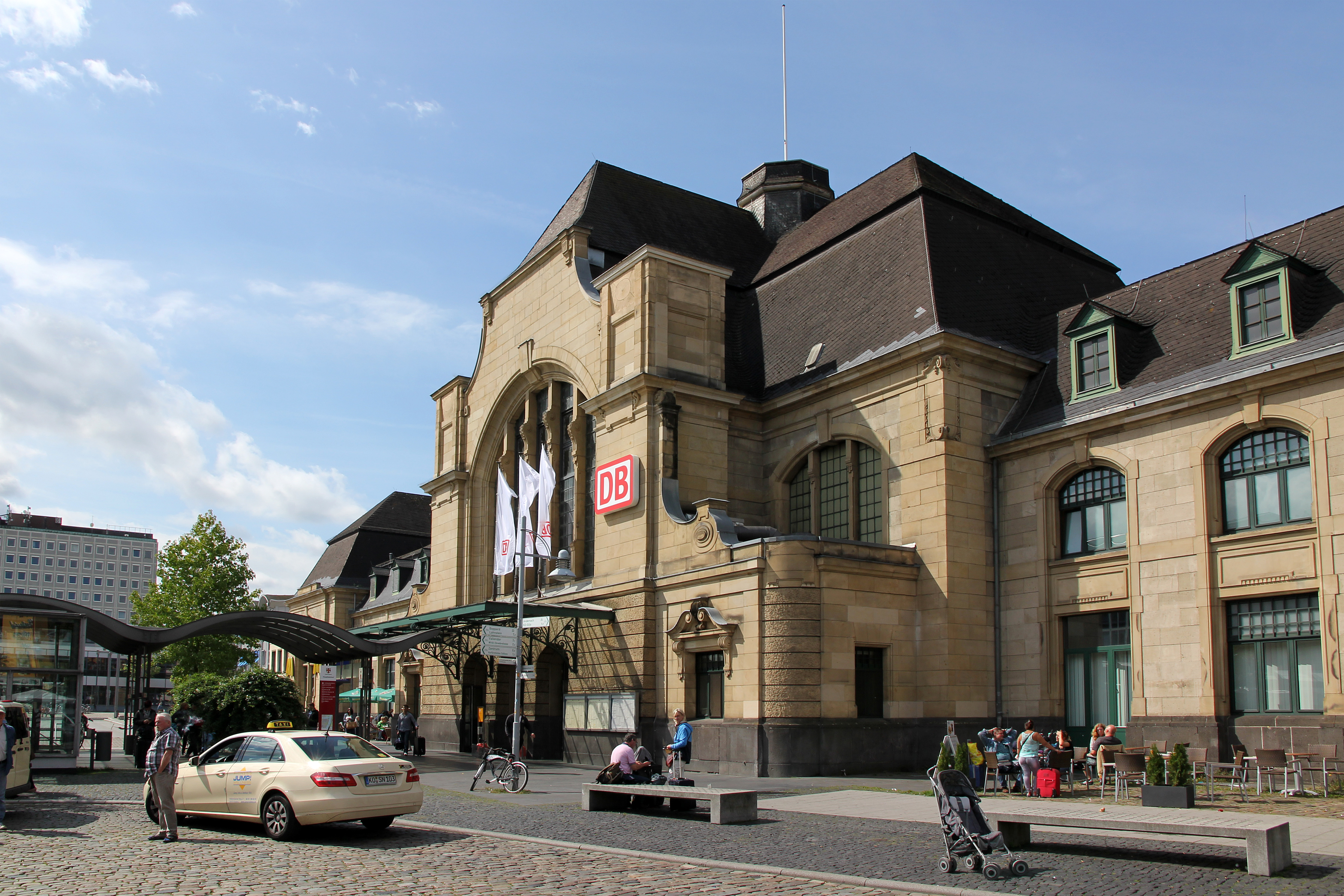
Mittelteil mit der Empfangshalle des Hauptbahnhofs

Im Zweiten Weltkrieg war der Bahnhof Angriffsziel von Luftangriffen der Alliierten, so z. B. am 4. Dezember 1944 und am 11. Dezember 1944. Durch Luftangriffe wurden das Empfangsgebäude und die Gleisanlagen schwer beschädigt.
Die französische Besatzungsmacht ordnete nach dem Zweiten Weltkrieg alle Bahnanlagen im nördlichen Teil ihrer Besatzungszone der Eisenbahndirektion Mainz zu. Dazu gehörte auch Koblenz Hauptbahnhof. Der Wiederaufbau des Empfangsgebäudes begann ab 1949 in vereinfachter Form. Bahnsteighalle und Turmgebäude wurden nicht mehr aufgebaut. Die Reparaturen wurden, anders als das historische Original, vereinfacht und auf Baudekoration weitgehend verzichtet. Über den Bahnsteigen wurden 1953 funktionale Dächer angebracht.
Die linke Rheinstrecke wurde in zwei Etappen elektrifiziert. Am 29. Mai 1958 wurde zunächst der elektrische Betrieb auf dem Abschnitt Remagen–Mainz aufgenommen, wobei der Traktionswechsel allerdings in Koblenz erfolgte, da die Kapazitäten des Bahnhofs Remagen hierzu nicht ausreichten. Über die ebenfalls elektrifizierte Bahnstrecke Mainz–Mannheim konnten Züge weiter mit elektrischer Traktion in den bereits zu großen Teilen elektrifizierten süddeutschen Raum verkehren. Am 5. Mai 1959 wurde schließlich auch der Abschnitt Köln–Remagen elektrisch in Betrieb genommen. Zwei Jahre später erfolgte dann die Elektrifizierung der rechten Rheinstrecke und 1974 folgte die Moselstrecke nach Trier.
Weitere Veränderungen erfuhr der Hauptbahnhof 1967 mit Inbetriebnahme eines neuen Relaisstellwerks der Bauart SpDrS-59 sowie 1977 mit Renovierung der Empfangshalle. Das Innere wurde 1982–1983 weitgehend umgestaltet, danach wurde 1984 ein Reisezentrum eröffnet.
Mit der schrittweisen Auflösung der Bundesbahndirektion Mainz in den Jahren 1971/72 fiel die Zuständigkeit für den Bahnhof zum 1. Juni 1971 an die Bundesbahndirektion Köln.
Im Jahr 1998 begann die Umgestaltung des Bahnhofplatzes, die auch schon das Bahnhofsgebäude selbst mit einbeziehen und bis zur 100-Jahr-Feier im Jahre 2002 abgeschlossen sein sollte. Bedingt durch die Holzmann-Pleite verschob sich aber der Umbautermin. Die Einweihung des umgebauten Hauptbahnhofs erfolgte im Mai 2005, der sich nun den Reisenden mit einer modernen Bahnhofshalle sowie DB-Reisezentrum, Geschäften, Restaurants und Bars präsentiert.
Am 1. August 2006, einen Tag nach einem Sprengstofffund im Hauptbahnhof Dortmund, wurde am Koblenzer Hauptbahnhof ebenfalls in einem herrenlosen Koffer eine Propangasflasche mit Sprengsatz entdeckt. Die beiden Regionalzüge, in denen der Sprengsatz aufgefunden wurde, hatten ihren Ursprung in Köln. Nach Ermittlungen des Bundeskriminalamtes muss von einem versuchten Terroranschlag durch libanesische Terroristen ausgegangen werden, der nur durch handwerkliche Fehler sein Ziel verfehlte. Eine Explosion der Sprengsätze hätte vermutlich, wie bereits 2005 in London, viele Opfer gekostet. Danach gab es für den Koblenzer Hauptbahnhof mehrfach Bombendrohungen, die sich allerdings als gegenstandslos erwiesen.
Am 22. September 2008 wurde begonnen, die Station barrierefrei umzubauen. Alle Lastenaufzüge im Nordbereich der Bahnsteige wurden abgebrochen, auch der Verladeaufzug an der Zentralniederlassung der DB Regio. Der ehemalige Gepäcktunnel wurde saniert und anstelle der Lastenaufzüge wurden dort gläserne Aufzüge installiert, welche seit Juni 2010 öffentlich benutzbar sind. Bahnsteig 1 wurde neu gebaut und erhielt eine neue Überdachung. Dies gestaltete sich etwas aufwändig, da die alte Überdachung asbesthaltige Eternitplatten enthielt. Aus diesem Grund wurde der Bahnsteig einige Monate bis Mai 2010 gesperrt und die normal dort ein- und ausfahrenden Züge wurden an andere Bahnsteige verlegt. Ebenfalls neu ist die Bahnhofsmission, die sich nun neben dem Nordeingang befindet, die Baracke auf Gleis 4/5 wurde abgebrochen. Nach Bahnsteig 1 wurden auch die weiteren Bahnsteige nacheinander modernisiert, zuletzt wurden die Bahnsteige 8 Süd und 109 von Juni bis August 2013 erneuert. Alle Bahnsteige wurden mit neuem Mobiliar im Corporate Design und mit einem taktilen Blindenleitsystem ausgestattet.
Im Jahr 2013 zum 75. Jahrestag der Reichspogromnacht wurde am Hauptbahnhof eine Leuchtschrift mit dem Text „Von diesem Bahnhof sowie dem ehemaligen Güterbahnhof Koblenz-Lützel wurden während der Terrorherrschaft des Nationalsozialismus weit über eintausend Juden, Sinti und Roma, Kommunisten, Sozialdemokraten, Gewerkschafter, engagierte Christen, Bürgerliche, katholische und evangelische Geistliche, Zeugen Jehovas, Emigranten, Zwangsarbeiter, Homosexuelle, Kriegsdienstverweigerer und andere Opfer verschleppt. Fast immer stand am Ende ihrer Reise der Tod.“ in Betrieb genommen. Dieses Denkmal, das den Namen Menetekel trägt, wurde von den Vereinen Christlich-Jüdische Gesellschaft, Mahnmal Koblenz und dem Freundeskreis Koblenz Petach-Tikva und von den Sinti und Roma in Koblenz initiiert. Parallel dazu wurde auch eine Gedenktafel am Bahnhof Koblenz-Lützel angebracht.
Im Jahr 2024 wurde die denkmalgeschützte und 2002 wieder freigelegte Kaisertreppe saniert und für die Öffentlichkeit freigegeben, so dass der bis dahin einzige und oft überlastete Zugang zu Gleis 1 entlastet wurde.

## Baugefüge

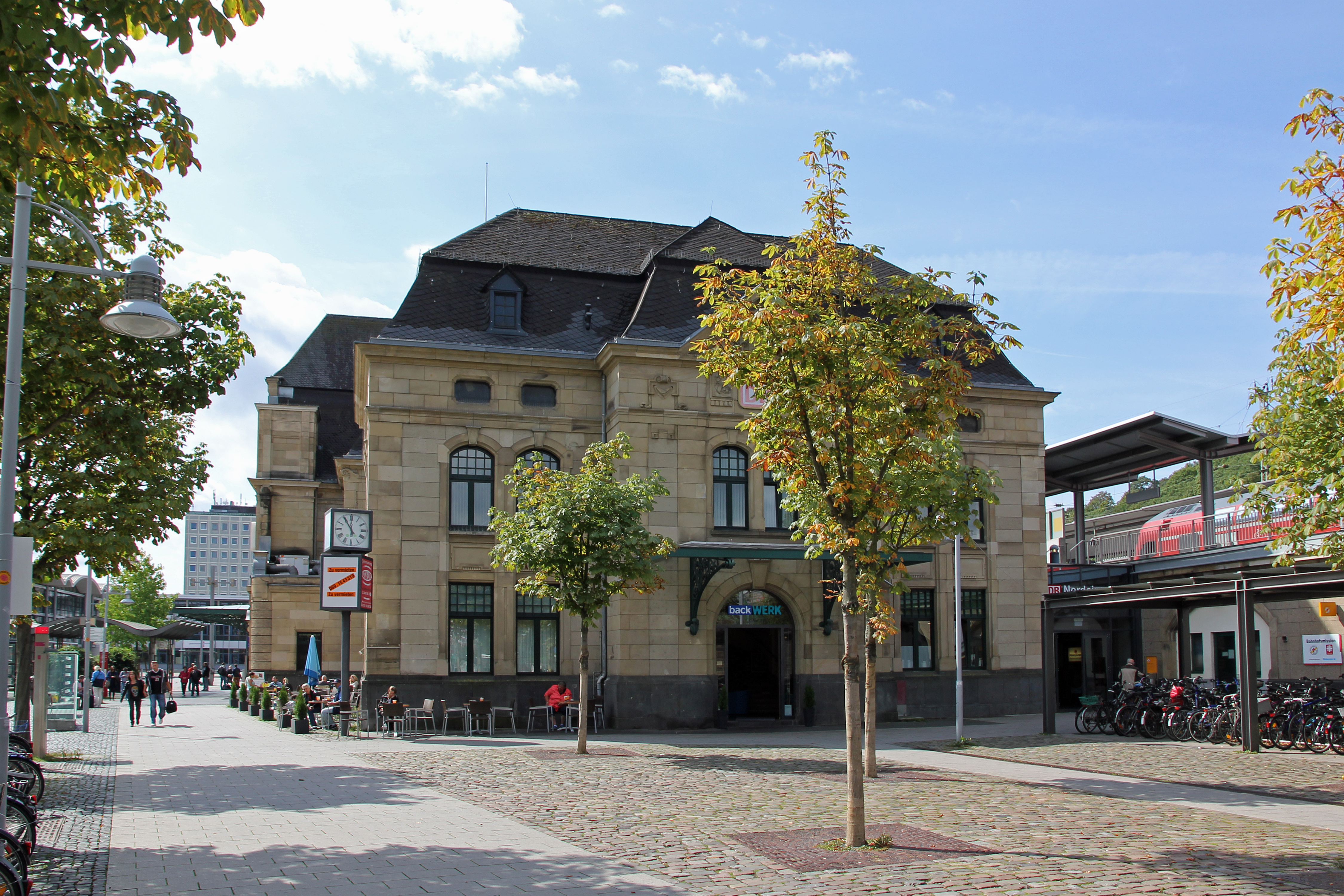
Der nördliche Eckpavillon des Hauptbahnhofs

Der Koblenzer Hauptbahnhof steht auf der Westseite des Bahnhofplatzes und besitzt ein repräsentatives Empfangsgebäude, das trotz Kriegseinwirkung in seiner Größe erhalten geblieben ist. Das längs ausgedehnte, zweigeschossige Empfangsgebäude ist als dreiteilig gegliederter Quaderbau angelegt und ist in seiner Ausführung, in der Mode der Erbauungszeit, an barocken Schlossbauten orientiert. Das große, überhöhte Mittelteil mit der Eingangshalle besaß ursprünglich einen Laternenaufbau. An beiden Seiten schließen sich niedrige Galeriebauten an, die von Eckpavillons abgeschossen werden. Im nördlichen Eckpavillon befand sich die Halle für Allerhöchste Herrschaften und Fürstenzimmer mit der 2002 freigelegten Kaisertreppe zum Bahnsteig 1. Außen ist das Monogramm Kaiser Wilhelms II. angebracht. Im südlichen Eckpavillon war ursprünglich die Direktion untergebracht. Am Haupt- und am Kaisereingang (nördlicher Eckpavillon) sind die schmiedeeisernen Vordächer erhalten geblieben. Der gesamte Bau besitzt unterschiedlich hohe Mansardwalmdächer.
Im Inneren ist von der verschwenderischen Ausstattung der Erbauungszeit nur noch der Stuck an den Gewölben des Flures vor dem ehemaligen Wartesaal der 3. und 4. Klasse im nördlichen Eckpavillon erhalten. Am Anfang der Böschungsmauer aus rotem Sandstein entlang der Löhrstraße im Bereich der nördlichen Bahnhofsanlage steht ein Obelisk aus hellem Sandstein.

## Bahnhofplatz
Ein Bahnhofsplatz wurde zusammen mit dem Hauptbahnhof im Jahr 1900 im Rahmen der südlichen Stadterweiterung angelegt. Den Namen trägt die große Platzanlage seit 1902. Nach der Zerstörung im Zweiten Weltkrieg ist von der ursprünglichen Platzbebauung nur noch die Empfangshalle des Hauptbahnhofs erhalten geblieben. Beim Wiederaufbau in den 1950er Jahren wurde der Platz vergrößert und uneinheitlich neu bebaut.
In den Jahren 1998 bis 2000 wurde der Platz neu gestaltet. Neben einem Busbahnhof mit allen wichtigen Busverbindungen der Stadt Koblenz und der Region gibt es hier nun einen großen Pavillon mit Geschäften. Des Weiteren befinden sich dort ein Taxistand, die Station der Bundespolizei, die Rheinische Landesbibliothek Koblenz sowie eine große Tiefgarage. Am 28. September 2009 wurde auf der Südostseite der Neubau des Therapiezentrums Koblenz eingeweiht. Auch das weitere Umfeld erfuhr eine Modernisierung. So wurde das 1954–1956 erbaute und denkmalgeschützte ehemalige Toto-Lotto-Hochhaus von 1998 bis 1999 vollständig modernisiert. Die Fernbus-Haltestelle liegt nahe dem Bahnhofplatz in der Neversstraße.

## Verkehr

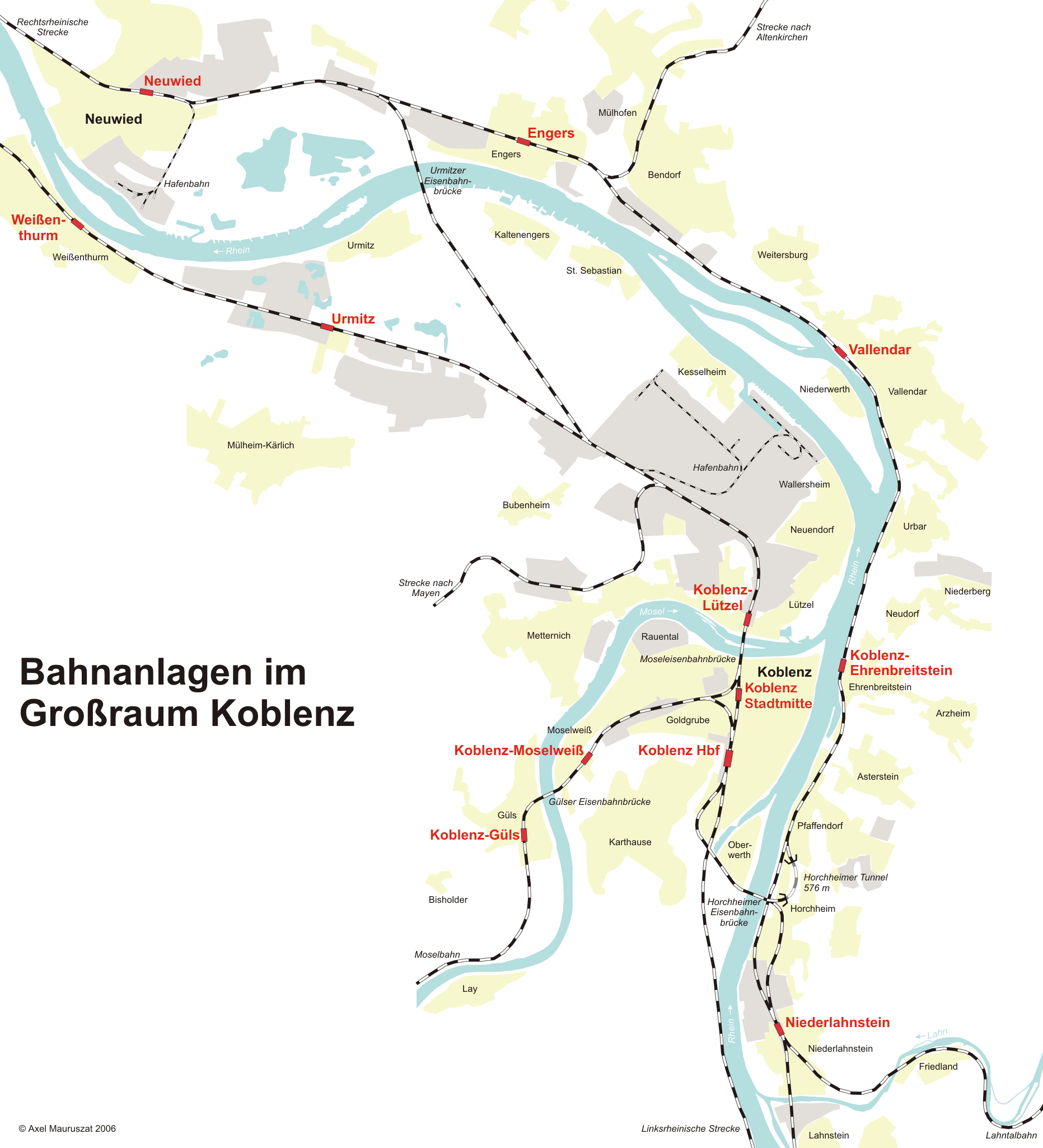
Karte der Bahnanlagen im Großraum Koblenz

Der Hauptbahnhof von Koblenz hat insgesamt zehn Bahnsteiggleise an vier Bahnsteigen, davon sind sieben Durchgangsgleise (1 bis 5, 8 und 9) und drei Kopfgleise (104, 105 und 109).
Von der nördlichen linken Rheinstrecke können fast alle Gleise (1 bis 5, 8 und 104) angefahren werden, von der Moselstrecke nur die drei westlichen (5, 8 und 9). Von Süden können von der linken Rheinstrecke her nur die östlichen Gleise (1 bis 5 und 105) genutzt werden, während von der Lahntalbahn bzw. der rechten Rheinstrecke her alle Gleise erreicht werden können (abgesehen vom nördlichen Kopfgleis 104).
Im Fernverkehr halten in Koblenz Intercity-Express-, Intercity- und EuroCity- sowie Nightjet-Züge. Im Regionalverkehr bedienen Regional-Express- und Regionalbahn-Linien die Städte im Umkreis von etwa 200 Kilometern Richtung Saarbrücken, Bonn, Köln, Mönchengladbach, Düsseldorf, Duisburg, Oberhausen, Wesel, Limburg, Weilburg, Wetzlar, Gießen, Boppard, Bingen, Mainz, Rüdesheim, Wiesbaden und Frankfurt.

### Fernverkehr
Im Schienenpersonenfernverkehr wird Koblenz Hauptbahnhof von folgenden Linien bedient:
| Linie            | Linienverlauf | Takt                                   |
| ---------------- | --- | -------------------------------------- |
| ICE 10           | Berlin Ostbahnhof – Berlin Hbf – Berlin-Spandau – Wolfsburg – Hannover – Minden – Bielefeld – Hamm – (Flügelung) Zugteil 1: Dortmund – Bochum – Essen – Duisburg – Düsseldorf Flughafen – Düsseldorf (– Köln Messe/Deutz – Köln/Bonn Flughafen) Zugteil 2 (alle zwei Stunden): Hagen – Wuppertal – Köln (– Bonn – Andernach – Koblenz) Stand: Fahrplanwechsel Dezember 2023 | 60 min                                 |
| IC/EC 30         | Hamburg-Altona – (einzelne Züge Westerland –) Hamburg – Bremen – Münster – Dortmund – Duisburg – Köln – Bonn – Koblenz – Mainz – Mannheim – Heidelberg – Stuttgart (zwei Zugpaare Mannheim – Karlsruhe – Freiburg – Basel – Chur/Interlaken Ost) | Zwei-Stunden-Takt                      |
| ICE 32, IC/EC 32 | (Fr/So: Berlin – Hannover – Bielefeld – Hamm –) Dortmund – Duisburg – Köln – Bonn – Remagen – Andernach – Koblenz – Mainz – Mannheim – Heidelberg – Stuttgart (ein Zugpaar Ulm – Augsburg – München – Salzburg – Klagenfurt, ein Zugpaar Ulm – Lindau-Reutin – Innsbruck)                                                                                                   | Zwei-Stunden-Takt                      |
| IC 35            | Norddeich Mole – Emden – Lingen – Rheine – Münster – Recklinghausen – Gelsenkirchen –Oberhausen – Duisburg – Köln – Bonn – Remagen – Andernach – Koblenz (– Mainz – Mannheim – Stuttgart/Konstanz) | Zwei-Stunden-Takt; ab KO einzelne Züge |
| IC 37            | Düsseldorf – Köln – Bonn – Remagen – Andernach – Koblenz – Cochem – Bullay – Wittlich – Schweich – Trier – Wasserbillig – Luxemburg (Der Zug verkehrt zwischen Luxemburg und Koblenz als RE.) | ein Zugpaar                            |
| ICE 91           | Dortmund – Duisburg – Düsseldorf – Köln – Koblenz – Mainz – Frankfurt – Würzburg – Nürnberg – Regensburg – Passau – Linz – Wien | fünf Zugpaare                          |
| NJ               | ÖBB Nightjet Düsseldorf – Köln – Bonn – Koblenz – Mainz – Frankfurt Flughafen Regionalbahnhof – Frankfurt Süd – Nürnberg – Regensburg – Passau – Wels – Linz – Amstetten – St. Pölten – Wien Meidling – Wien (Autoreisezuganlage) | ein Zugpaar täglich                    |
| NJ               | ÖBB Nightjet Düsseldorf – Köln – Bonn – Koblenz – Mainz – Frankfurt Flughafen Regionalbahnhof – Frankfurt Süd – Nürnberg – Augsburg – München – Kufstein – Wörgl – Jenbach – Innsbruck | ein Zugpaar täglich                    |

### Regionalverkehr

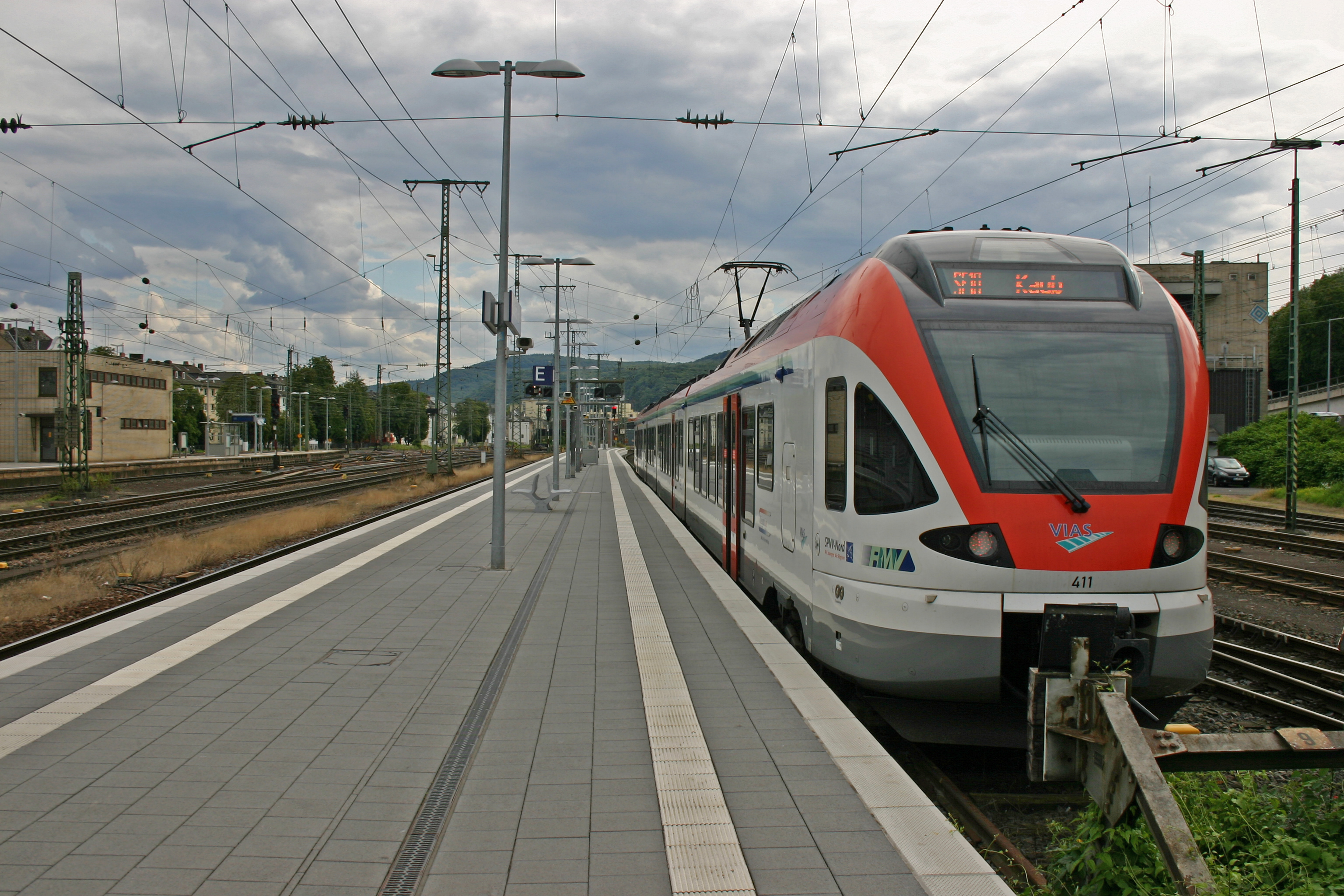
Stadler Flirt als RB 10 im Koblenzer Hauptbahnhof

Hier eine Übersicht aller Linien des Schienenpersonennahverkehrs, die im Hauptbahnhof Koblenz halten:
| Linie      | Linienname/Zuglauf | Takt                                   | Betreiber        |
| ---------- | --- | -------------------------------------- | ---------------- |
| RE 1       | Südwest-Express (SÜWEX): Koblenz – Treis-Karden – Cochem – Bullay – Wittlich – Schweich – Trier – Saarburg – Saarbrücken – Homburg – Landstuhl – Kaiserslautern – Neustadt – Ludwigshafen Mitte – Mannheim RE 1 und RE 11 verkehren zwischen Koblenz und Trier in Doppeltraktion. In Trier wird der Zug entsprechend geflügelt. | 60 min                                 | DB Regio Mitte   |
| RE 11      | Südwest-Express (SÜWEX): Koblenz – Treis-Karden – Cochem – Bullay – Wittlich – Schweich – Trier – Wasserbillig – Sandweiler-Contern – Luxemburg RE 1 und RE 11 verkehren zwischen Koblenz und Trier in Doppeltraktion. In Trier wird der Zug entsprechend geflügelt | 60 min                                 | CFL              |
| RE2        | SÜWEX: Frankfurt (Main) Hbf – Frankfurt-Niederrad – Frankfurt (Main) Flughafen Regionalbf – Rüsselsheim – Mainz-Bischofsheim – Mainz Römisches Theater – Mainz Hbf – Ingelheim – Bingen (Rhein) Hbf – Bacharach – Oberwesel – Boppard Hbf – Koblenz Hbf Stand: Fahrplanwechsel Dezember 2021 | 120 min (zus. Züge wochentags zur HVZ) | DB Regio Mitte   |
| RE 5 (RRX) | Rhein-Express: Wesel – Friedrichsfeld (Niederrhein) (zweistdl.) – Voerde (Niederrhein) – Dinslaken – Oberhausen-Holten (zweistdl.) – Oberhausen-Sterkrade – Oberhausen Hbf – Duisburg Hbf – Düsseldorf Flughafen – Düsseldorf Hbf – Düsseldorf-Benrath – Leverkusen Mitte – Köln-Mülheim – Köln Messe/Deutz – Köln Hbf – Köln Süd – Brühl – Bonn Hbf – Bonn UN Campus – Bonn-Bad Godesberg – Oberwinter – Remagen – Sinzig (Rhein) – Bad Breisig – Andernach – Koblenz Stadtmitte – Koblenz Hbf Stand: Fahrplanwechsel Dezember 2023 | 60 min                                 | National Express |
| RE 8       | Rhein-Erft-Express: (Mönchengladbach Hbf – Rheydt Hbf – Rheydt-Odenkirchen – Hochneukirch – Jüchen – Grevenbroich –)* Rommerskirchen – Stommeln – Pulheim – Köln-Ehrenfeld – Köln Hbf – Köln Messe/Deutz – Porz (Rhein) – Troisdorf – Friedrich-Wilhelms-Hütte – Menden (Rheinl) – Bonn-Beuel – Bonn-Oberkassel – Niederdollendorf – Königswinter – Rhöndorf – Bad Honnef (Rhein) – Unkel – Linz (Rhein) – Bad Hönningen – Rheinbrohl – Neuwied – Urmitz Rheinbrücke – Koblenz-Lützel – Koblenz Stadtmitte – Koblenz Hbf * nur werktags Stand: Fahrplanwechsel Dezember 2023 | 60 min                                 | DB Regio         |
| RB10       | RheingauLinie: Frankfurt (Main) Hbf – Frankfurt-Höchst – Mainz-Kastel – Wiesbaden Hbf – Wiesbaden-Biebrich – Wiesbaden-Schierstein – Niederwalluf – Eltville – Erbach (Rheingau) – Hattenheim – Oestrich-Winkel – Geisenheim – Rüdesheim (Rhein) – Assmannshausen – Lorch (Rhein) – Lorchhausen – Kaub – St. Goarshausen – Kestert – Kamp-Bornhofen – Filsen – Osterspai – Braubach – Oberlahnstein – Niederlahnstein – Koblenz Hbf – Koblenz Stadtmitte – Neuwied Stand: Fahrplanwechsel Dezember 2023 | 60 min 30 min (Frankf.–KO Hbf zur HVZ) | VIAS             |
| RE 17      | Koblenz – Boppard – Oberwesel – Bingen – Bad Kreuznach – Bad Münster am Stein – Rockenhausen – Winnweiler – Kaiserslautern | 120 min                                | vlexx            |
| RB 23      | Lahn-Eifel-Bahn: (Kaisersesch → Urmersbach → Monreal → Mayen West →) (einzelne Fahrten) Mayen Ost – Kottenheim – Thür – Mendig – Kruft – Plaidt – Miesenheim – Andernach – Weißenthurm – Mülheim-Kärlich – Koblenz Stadtmitte – Koblenz Hbf – Niederlahnstein – Friedrichssegen – Nievern – Bad Ems West – Bad Ems – Dausenau – Nassau (Lahn) – Obernhof (Lahn) – Laurenburg (Lahn) – Balduinstein – Fachingen (Lahn) – Diez – Limburg (Lahn) Stand: Fahrplanwechsel Dezember 2021 | 60 min (+ Verstärker zur HVZ)          | DB Regio Mitte   |
| RE 25      | Lahn-Eifel-Bahn: Koblenz Hbf – Niederlahnstein – Bad Ems – Nassau (Lahn) – Diez – Limburg (Lahn) – Weilburg – Wetzlar – Gießen Stand: Fahrplanwechsel Dezember 2021 | 120 min                                | DB Regio Mitte   |
| RB 26      | MittelrheinBahn: (Köln/Bonn Flughafen –) (nur im Nachtverkehr) Köln Messe/Deutz – Köln Hbf – Köln West – Köln Süd – Hürth-Kalscheuren – Brühl – Sechtem – Roisdorf – Bonn Hbf – Bonn UN Campus – Bonn-Bad Godesberg – Bonn-Mehlem – Rolandseck – Oberwinter – Remagen – Sinzig (Rhein) – Bad Breisig – Brohl – Namedy – Andernach – Weißenthurm – Mülheim-Kärlich – Koblenz-Lützel – Koblenz Stadtmitte – Koblenz Hbf – Rhens – Spay – Boppard Hbf – Boppard-Bad Salzig – Boppard-Hirzenach – Sankt Goar – Oberwesel – Bacharach – Niederheimbach – Trechtingshausen – Bingen (Rhein) Hbf – Bingen (Rhein) Stadt – Bingen-Gaulsheim – Gau Algesheim – Ingelheim – Heidesheim (Rheinhessen) – Uhlerborn – Budenheim – Mainz-Mombach – Mainz Hbf Stand: Fahrplanwechsel Dezember 2021 | 60 min                                 | Trans Regio      |
| RB 27      | Rhein-Erft-Bahn: Mönchengladbach Hbf – Rheydt Hbf – Rheydt-Odenkirchen – Hochneukirch – Jüchen – Grevenbroich – Rommerskirchen – Stommeln – Pulheim – Köln-Ehrenfeld – Köln Hbf – Köln Messe/Deutz – Köln/Bonn Flughafen – Troisdorf – Friedrich-Wilhelms-Hütte – Menden (Rheinl) – Bonn-Beuel – Bonn-Oberkassel – Niederdollendorf – Königswinter – Rhöndorf – Bad Honnef (Rhein) – Unkel – Erpel (Rhein) – Linz (Rhein) – Leubsdorf (Rhein) – Bad Hönningen – Rheinbrohl – Leutesdorf (Rhein) – Neuwied – Engers – Vallendar – Koblenz-Ehrenbreitstein – Koblenz Hbf Stand: Fahrplanwechsel Dezember 2023 | 60 min                                 | DB Regio         |
| RB 81      | Moseltal-Bahn: Koblenz – Treis-Karden – Cochem – Bullay – Wittlich – Schweich – Trier | 60 min                                 | DB Regio Mitte   |

## Denkmalschutz
Der Koblenzer Hauptbahnhof ist ein geschütztes Kulturdenkmal nach dem Denkmalschutzgesetz (DSchG) und in der Denkmalliste des Landes Rheinland-Pfalz eingetragen. Er liegt in Koblenz-Südliche Vorstadt am Bahnhofplatz 2.
Seit 2002 ist der Koblenzer Hauptbahnhof Teil des UNESCO-Welterbes Oberes Mittelrheintal.